# 변칙 (물리학)
양자론에서 변칙(變則, anomaly 어노멀리[*])이란 이론의 고전적 작용의 대칭이 양자화를 거치면서 깨지는 현상이다. 이런 현상은 이론의 경로적분의 측도가 고전적 작용의 대칭을 따르지 않기 때문에 일어난다.
깨지는 고전적 대칭은 온곳 대칭(global symmetry)이거나 게이지 (국소적) 대칭일 수 있다.

## 눈금변칙
눈금변칙은 눈금잡기 대칭 (scaling symmetry)이 깨지는 현상으로, 온곳 변칙의 대표적인 예다. 눈금잡기 대칭은 등각대칭의 부분군이다. 눈급잡기 대칭을 따르는 성질을 눈금불변성이라고 한다.
무질량 입자를 다루는 재규격화가능한 이론은 [초재규격화가능(superrenormalizable)한 경우를 제외하고] 고전적으로 눈금불변하다. 그러나 조절을 거치면 조절 눈금을 도입하게 되므로, 재규격화군 흐름에 따라 눈금불변성이 깨진다. 예를 들어 무질량 양자 색역학은 높은 에너지 눈금에서는 약하지만 (점근 자유성), 낮은 에너지 눈금에서는 재규격화군 흐름에 의하여 매우 강해진다.

## 축변칙
축변칙(axial anomaly, chiral anomaly)이란 전기역학 등의 이론에서 축벡터 흐름 {\displaystyle {\bar {\psi }}\gamma ^{5}\gamma ^{\mu }\psi }이 보존되지 않는 현상이다. 고전적으로는 벡터 흐름 (전류) {\displaystyle {\bar {\psi }}\partial _{\mu }\psi }과 축벡터 흐름이 둘 다 보존되지만, 양자화를 거치면 오직 벡터 흐름만이 보존된다.

## 게이지 변칙
바일 페르미온을 포함하는 게이지 이론의 경우, 게이지 대칭이 양자화를 거치면 깨지는 경우가 있다. 이와 같은 게이지 변칙(gauge anomaly)이 일어나면, 게이지 보손의 가로 자유도 이외에 세로 자유도 및 시간꼴 자유도가 상쇄되지 않아, 이론이 모순되게 된다. 이론의 무모순성을 보장하려면 게이지 군의 표현이 특수한 성질을 지녀야 한다. 즉 표현 생성원 {\displaystyle t^{a}}가 주어지면, 다음을 만족하여야 한다.
{\displaystyle \operatorname {tr} (t^{a}\{t^{b},t^{c}\})=0}
바일 페르미온은 짝수 시공간 차원에서만 존재하므로, 게이지 변칙은 짝수 차원에서만 일어난다.

### 큰 게이지 변칙
대부분의 게이지 변칙은 작은 게이지 변환(small gauge transformation, 자명한 게이지 변환과 호모토픽한 변환)에 대한 것이다. 그러나 특수한 비가환 게이지 이론의 경우, 큰 게이지 변환(large gauge transformation, 작지 않은 게이지 변환)도 변칙적일 수 있다. 이러한 큰 게이지 변칙의 가능성은 에드워드 위튼이 지적하였고, 따라서 위튼 변칙(Witten anomaly)라고도 불린다.

## 중력 변칙
게이지 이론은 손지기 변칙 말고도 중력 변칙을 겪을 수 있다. 중력 변칙은 일반상대론의 미분동형사상 대칭이 깨지는 현상이다. 이 현상은 가환 게이지 이론에서만 일어나고, 역시 이론을 모순되게 만든다. 이를 막기 위해서는 이론의 모든 가환 생성원의 대각합이 각각 0이어야 한다.